# Grimm Grimm
Grimm Grimm（グリム・グリム）は、イギリス・ロンドンを活動拠点とするミュージシャン、Koichi Yamanohaによるエクスペリメンタル・ポップ・ プロジェクトの名称。

## 来歴
元々はScreaming Tea Partyのフロントマンとして活動していたが、解散をきっかけに２０１３年ごろからヨーロッパを中心に精力的にソロ活動を展開。2014 年にマイ・ブラッディ・ヴァレンタインのKevin Shilds (ケビン・シールズ)等が設立したレコード・レーベル、Pickpocket Recordsから、デビューシングル『風が吹いたらさようなら』をリリース、翌年にはデビューアルバム『ヘイジー・アイズ・メイビー』が英国の音楽フェスティバル、オール・トゥモローズ・パーティーズが運営するATP Recordingsからリリースされ、英メディアで話題となる。
2020年2月にはステレオラブの女性ヴォーカリスト、レティシア・サディエール等をゲストに、ビョーク等多数のアーティストを手掛けるイタリア出身の女性プロデューサー、マルタ・サローニを迎えた3rdアルバム『ジャイノーマス』をリリース。同月にはアルバムのプロモーションとして英国放送協会 BBCラジオ・セッションで４曲をライブ演奏している。
2025年6月、ゲームクリエイターの小島秀夫は、Grimm Grimmの楽曲がPlayStation 5用ゲーム『デス・ストランディング2：オン・ザ・ビーチ』に収録されることを発表。本作は、批評家から高い評価を受けたSFアクションゲーム『デス・ストランディング』の続編であり、ノーマン・リーダス、レア・セドゥ、トロイ・ベイカーといった俳優たちが前作に引き続き出演している。サウンドトラックには、Grimm Grimmの4枚目のアルバムからの未発表曲3曲のほか、「Cliffhanger」「Tell the Truth」「Afraid」など既発表の楽曲も含まれている。
発表された作品には、サウス・ロンドンを拠点に活動するシンガー/プロデューサー、Klein (クライン)、Le Volume Courbe (ル・ヴォリューム・クールブ)、Killer Bong (キラー・ボン)、Bo Ningen (ボー・ニンゲン)等、国内外を問わず多岐にわたるゲスト・ミュージシャンが参加している。

## ディスコグラフィ

### アルバム
- ヘイジー・アイズ・メイビー (ATP Recordings / Pヴァイン, 2015 日本盤アルバム)
- クリフハンガー (ホステス・エンタテインメント, 2018 日本盤アルバム)
- ジャイノーマス (Tip Top Recordings / Magniph, 2020 日本盤アルバム)

### ミックス・テープ
- アンタイトル II (Myths of the Far Future, 2025)

### シングル
- "風が吹いたらさようなら / テル・ザ・トゥルース" 7" Vinyl (Pickpocket Records, 2014)
- "ヘイジー・アイズ・メイビー / ノーウィング" 7" Vinyl (ATP Recordings / Pヴァイン, 2015)
- "テイク・ミー・ダウン・トゥ・コニーアイランド / バラッド・オブ・セル・メンブレン" DL (Some Other Planet / ホステス・エンタテインメント, 2018)
- "ゴースト・オブ・マダム・ルグロ" (Tip Top Recordings/ Magniph, 2019)
- "サムシング・イン・ユア・ウェイ" (Tip Top Recordings/ Magniph, 2019)
- "ウィ・ネヴァー・ビーン・ディス・ファー・ビフォアー" (Tip Top Recordings/ Magniph, 2020)
- "ジャイノーマス" (Tip Top Recordings/ Magniph, 2020)

### リミックス
- "Kazega Fuitara Sayonara Remixes: Remixed by Klein / Killer-Bong" 7" Vinyl (Birdfriend, 2019)

### サウンドトラック
- 「Last Ward Is Mine」アンクル・ハワード（原題）/ Uncle Howard（2016年 出演者: ウィリアム・S・バロウズ / マドンナ 監督: アーロン・ブルックナー / ジム・ジャームッシュ）

### CMソング
- 「Wheel」（再録Ver）ピーチ・ジョン「未来の私へ。」（2018年 出演者: 中村アン）[5]